# Chrysopa dampfina
Chrysopa dampfina är en insektsart som beskrevs av Navás 1928. Chrysopa dampfina ingår i släktet Chrysopa och familjen guldögonsländor. Inga underarter finns listade i Catalogue of Life.